# Tarnation
Tarnation es un documental estadounidense del año 2003 dirigido por Jonathan Caouette. La película fue creada por Caouette durante más de 20 años, con centenares de horas de viejos videos en Super 8, VHS, fotografías y mensajes de contestador automático, para contar la historia de su vida y su relación con Renee, su mentalmente enferma madre.
La película fue inicialmente hecha con un presupuesto total de USD $218.32, utilizando iMovie (freeware) en un Mac. El crítico de cine Roger Ebert, un temprano promotor, dijo que se gastaron además unos $400,000 en la edición de sonido, impresión y el clip de música para llevar la película a los cines. La película ganó el Premio al Mejor Documental de la Sociedad Nacional de Críticos de Película. Fue nominada para los Espíritus Independientes, el Premio Gotham, así como el L.A. y Festivales de cine Internacionales de Londres.

## Sinopsis
Tarnation Es un documental autobiográfico centrando en la adolescencia y edad adulta de Caouette, así como la de su madre, Renee Leblanc, quien fue tratada con electroshock en su juventud. Con un padre ausente y una madre luchando con su enfermedad mental, Caouette finalmente se estableció en el área de Houston con sus abuelos, Adolph y Rosemary Davis, quienes a pesar de las diferencias de personalidad fueron para él una familia.  La película explora la vida de Caouette cuando negocia su complicada relación con su madre como su hijo, amigo y finalmente, figura parental mientras desarrollando su creatividad como actor, escritor y director.
Caouette se proclamó gay a una edad temprana y se mudó a Nueva York a los 25 años, encontrando luego un novio llamado David Sanin Paz. Actualmente viven en Nueva York. Como se presenta en el documental. Su madre ha vivido de vez en cuando con ellos, formado una familia inusual. Una escena al comienzo de la película presenta a un Caouette de aproximadamente 11 años improvisando un monólogo como mujer en una relación abusiva.

## Banda sonora
La banda de sonido utiliza pistas realizadas por Hex (Donnette Thayer y Steve Kilbey), Lisa Germano, Cocteau Twins, Dolly Parton, Abajo, Mark Kozelek, Glen Campbell, The Magnetic Fields, Iron & Wine, The Chocolate Watchband, Mavis Staples, Red House Painters, Marianne Faithfull y muchos más. La orquesta final para la película fue compuesta por John Califra. Max Avery Lichtenstein escribió varias canciones instrumentales originales para la película, incluyendo el tema principal recurrente "Tarnation".
El avance de la película presenta música orquestal por John Califra, "Tarnation" por Max Avery Lichtenstein, y la canción "Segura Cuando Leche" por la banda Hopewell.

## Historia
Caouette envió su cinta a John Cameron Mitchell para la audición de Shortbus. La cinta contenía las imágenes de un Jonathan de 11 años imitando una mujer borracha. Mitchell quedó impresionado y le animó a continuar trabajando en la película. Alerte Stephen Winter, entonces el director artístico de MIX NYC, la Nueva York Gay & Lesbian Festival de cine Experimental. Stephen devino en productor de Tarnation. La cinta terminó en manos del amigo de Mitchell, Gus Van Sant, quién también quedó profundamente movido por la película. Tanto él y como Mitchell firmaron como productores ejecutivos.
En noviembre del 2003 se hizo el preestreno mundial de la película en MIX, siendo en aquel momento de naturaleza mucho más abstracta, durando aproximadamente dos horas. Luego de aportes de Mitchell, Winter y el coeditor Biran Kates, Caouette filmó nuevas escenas y editó de tal forma que se redujo a 90 minutos, para ser proyectada en el Festival de cine Sundance del 2004. Fueron invitados a aparecer en el Festival de Cannes para Directores de del 2004.  Los realizadores no tuvieron los 30 mil dólares para hacer una impresión de película para el festival pero en el último minuto el respetado distribuidor Wellspring lo tomó y lo trajo a Cannes donde fue muy aclamada y luego distribuida mundialmente.
La siguiente película de Caouette es del 2007,  All Tomorrow's Parties.
Walk Away Renee, la película compañera a Tarnation de Jonathan, examina un período más tardío en lo que se refiere al realizador y su madre. Se realizó el preestreno en Cannes en 2011, y fue estrenada internacionalmente en mayo de 2012.